# احتلال طبريا (1918)
احتلال طبريا (1918) وقع في 25 سبتمبر 1918 أثناء معركة شارون والتي شكلت مع معركة نابلس أحدي مراحل معركة مجدو والتي وقعت في الفترة من 19 إلى 25 سبتمبر وذلك في الأشهر الأخيرة من حملة سيناء وفلسطين للحرب العالمية الأولى، ففي خلال معركة شارون، احتل فيلق الصحراء سهل اسدرالون (المعروف أيضًا باسم وادي يزرعيل وسهل هرمجدون) على بعد 40 إلى 50 ميلاً (64-80)   كم خلف الخط الأمامي في تلال يهودا، وقام سرب واحد من كل من فرقة الخيالة الأسترالية الثالثة ولواء الخيول الخفيفة الرابع بمهاجمة واحتلال طبريا (على الشاطئ الغربي لبحر الجليل المعروف أيضًا باسم بحيرة طبريا) ، والتي كانت تدافع عنها قوة يلدريم العثمانية إلي جانب الحامية الألمانية .
شكلت حامية طبريا جزءًا من قوات المؤخرة الممتده من سمخ وإلى درعا والذي كان هدفها تغطية تراجع ثلاثة من الجيوش عثمانية، وتم تجهيزها لعرقلة تقدم فرقة الخيالة في التجريدة المصرية، وكان انسحاب الجيوش العثمانية تلك بعد انتصارات قوات مشاة الإمبراطورية البريطانية في معركة طولكرم، ومعركة تبصر خلال معركة شارون، هذه المعارك وغيرها من المعارك التي اندلعت خلال معركة نابلس، بما في ذلك الهجوم الثالث عبر الأردن، والذي كان أيضًا جزءًا من معركة مجدو، ونتيجة لتلك المعارك اجبرت الجيوش العثمانية الرابعة والسابعة والثامنة علي التراجع شمالًا باتجاه دمشق.
تم احتلال طبريا من قبل اثنين من أسراب الخيول الخفيفة، أحدهما من اللواء الثالث للخيول الخفيفة المدعومة من قبل السيارات المدرعة، وواحد من اللواء الرابع للخيول الخفيفة بعد خوض معركة سمخ، تلاقى السربان في البلدة من الشمال الغربي والجنوب على التوالي وقبضوا علي 100 اسير بينما تراجع ما تبقى من الحامية شمالا لتشكيل خط دفاع خلفي في بحيرة الحولة مع الناجين من حامية السماخ، و في اليوم التالي، واصلت فرقة الخيالة الأسترالية وقوة الفرسان الخامسة متابعة القوات العثمانية المتجهه نحو دمشق.

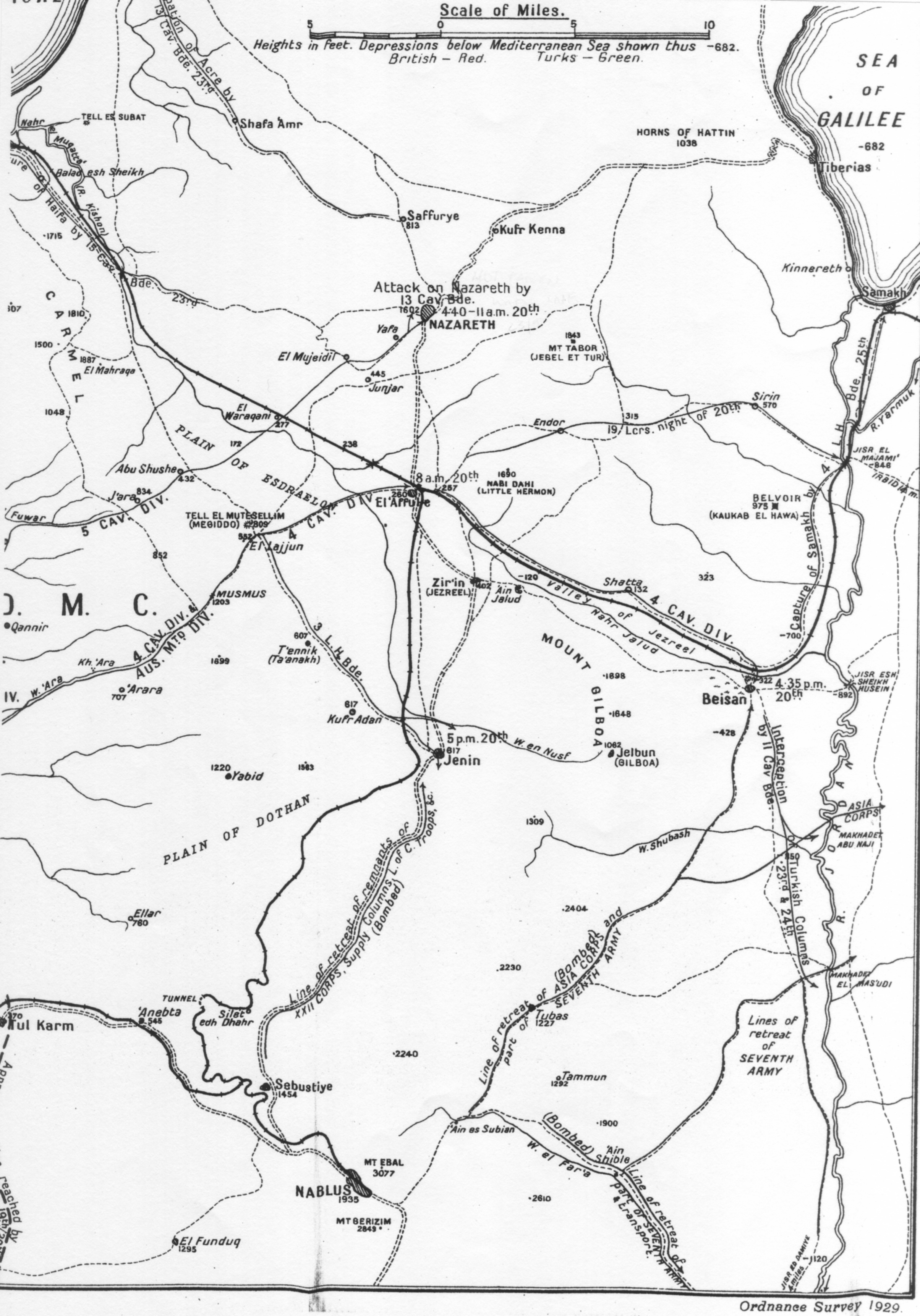
خريطة توضح تقدم سلاح الفرسان بين 19 و 25 سبتمبر 1918 إلى الناصرة وعفولة وبيسان ولجون وجنين وجسر المجامع وسمخ، كما يظهر أيضًا الخطوط الرئيسية الثلاثة للتراجع التي قصفتها الطائرات وتراجع الجيش العثماني السابع وسلاح آسيا عبر نهر الأردن.

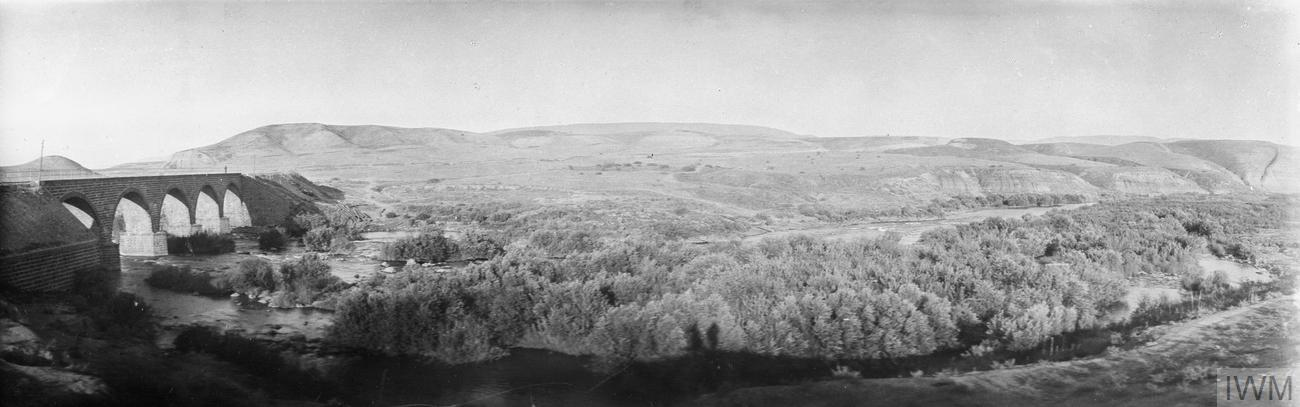
جسر المجامع فوق نهر الأردن

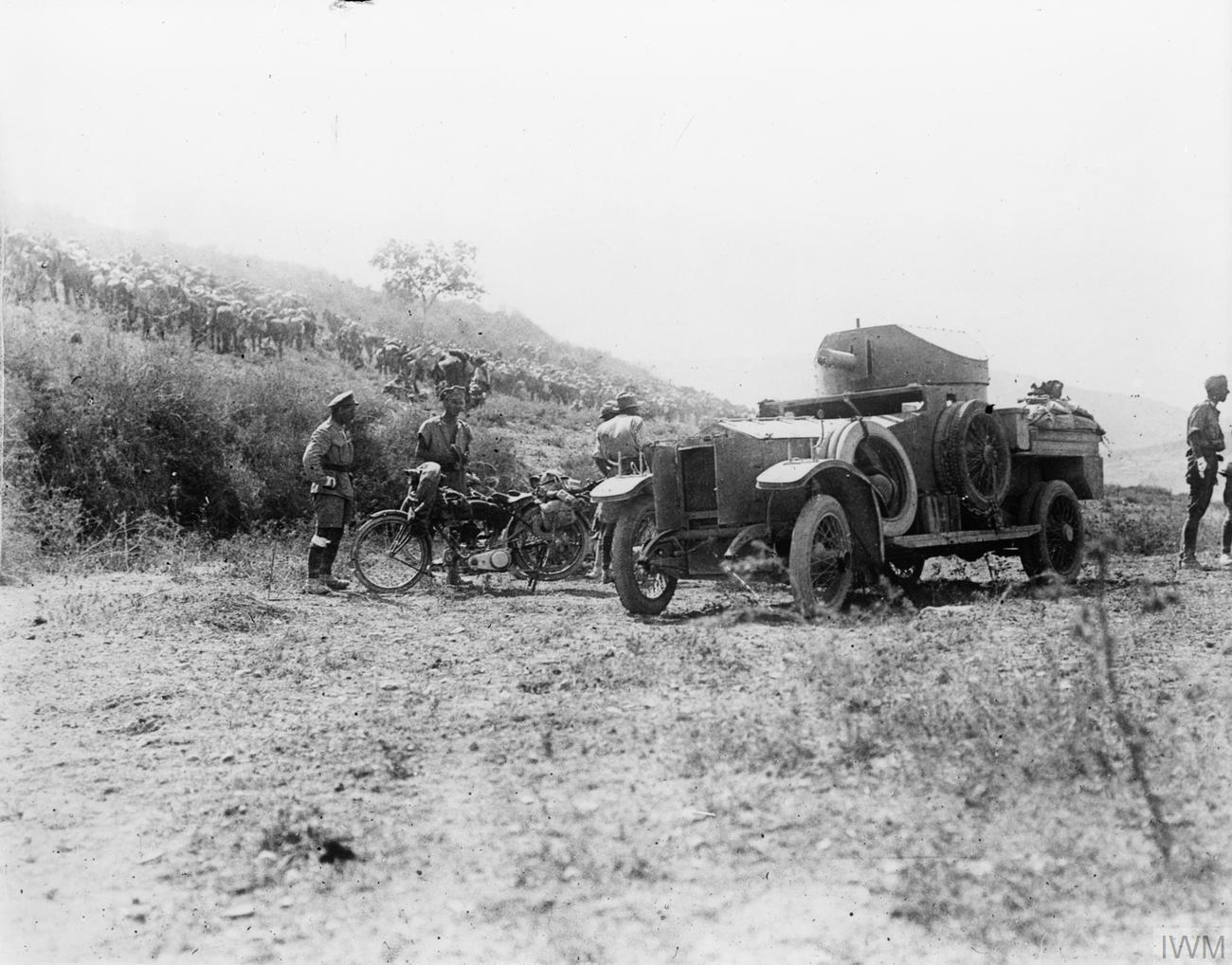
دورية للمركبات الخفيفة المدرعة في تلال السامرة سبتمبر 1918

## الملاحظات
1. ↑  The 9th Light Horse Regiment was still garrisoning Afulah and a squadron of 10th Light Horse Regiment was also away escorting prisoners to Lejjun. [3rd light Horse Brigade War Diary Appendix 4 page 3 AWM4-10-3-44]

## الاقتباسات
1. ↑  Falls 1930 Vol. 1 p. 97, Vol. 2 pp. 302–446
2. ↑  Falls 1930 Vol. 2 pp. 447–555
3. ↑  British Army, EEF 9/4/1918 p. 12
4. ↑  Carver 2003 p. 235
5. ↑  Keogh 1955 p. 251
6. ↑  Bruce 2002 p. 240
7. ↑  Hill 1978 p. 172
8. ↑  Wavell 1968 p. 222
9. ↑  Massey 1919 p. 200
10. ↑  Falls 1930 Vol. 2 pp. 544–5
11. ↑  Preston 1921 p. 249 نسخة محفوظة 18 فبراير 2020 على موقع واي باك مشين.
12. 1 2  Falls 1930 Vol. 2 p. 545
13. 1 2 3 4  Baly 2003 pp. 270–1
14. 1 2 3  3rd Light Horse Brigade War Diary AWM4-10-3-44 Appendix 4 p. 3
15. ↑  Baly 2003 p. 271